# Gouvernement Charles Floquet
Pour les articles homonymes, voir Floquet.
Troisième République
Gouvernement Pierre Tirard I Gouvernement Pierre Tirard II
Le gouvernement Charles Floquet est le gouvernement de la Troisième République en France du 3 avril 1888 au 15 février 1889.

## Contexte
Le début de l'année 1888 est marquée par l'augmentation de la menace du boulangisme et le gouvernement Tirard décide le 20 mars, de traduire Georges Boulanger devant un conseil d'enquête, qui conclut à la culpabilité du général pour fautes graves le 26 mars. Le 27, Logerot radie le général des cadres de l'armée.
Alors que le gouvernement est déjà pressenti pour tomber, Georges Laguerre, souhaitant accélérer les choses et propose à la Chambre une proposition de révision constitutionnelle le 1er avril 1888. Tirard, pose la confiance envers le gouvernement contre l'urgence de la proposition. Il est alors renversé par 268 contre 237 (les socialistes, l'extrême gauche et la gauche radical votant en même temps que 136 députés de droite). La Chambre refuse cependant la nomination immédiate de la commission. Pierre Tirard présente la démission du Gouvernement au président de la République, Sadi Carnot.
C'est le nom de Charles Floquet qui est porté par les radicaux qui s'impose rapidement pour éviter de donner le pouvoir à Georges Clemenceau que les opportunistes souhaitent éviter. De plus, son ambition ministérielle est bien connu de tous, doublée d'une division sur sa personnalité qui est jugée trop vaniteuse et n'ayant pas l'ossature d'une homme d'état. Il est donc soutenu par les opportunistes uniquement pour contrer le boulangisme. Le gouvernement de Tirard étant tombé sur la question de la révision constitutionnelle, le gouvernement Floquet doit porter cette réforme en premier. 
Une nouvelle fois, Boulanger est écarté du ministère de la Guerre et remplacé pour la première fois par un civil : Charles de Freycinet.  Paul Peytral est aussi un gage pour les opportunistes car se vision de réformes fiscales est assez limitée. Le ministère est institué le 3 avril et se présente immédiatement devant les Chambres où l'accueil est glacial. Il n'y a aucun vote de confiance en raison de la fin de la session parlementaire.

## Composition

### Ministres nommés le 3 avril 1888
| Fonction | Fonction                           | Image | Nom             | Parti politique |
| -------- | ---------------------------------- | ----- | --------------- | --------------- |
|          | Président du Conseil des ministres |       | Charles Floquet | Gauche radicale |

| Fonction | Fonction                                           | Image | Nom                         | Parti politique     |
| -------- | -------------------------------------------------- | ----- | --------------------------- | ------------------- |
|          | Ministre de l’Intérieur                            |       | Charles Floquet             | Gauche radicale     |
|          | Ministre de la Justice et des Cultes               |       | Joannis Ferrouillat         | Radical             |
|          | Ministre des Affaires étrangères                   |       | René Goblet                 | Gauche radicale     |
|          | Ministre des Finances                              |       | Paul Peytral                | Gauche radicale     |
|          | Ministre de la Guerre                              |       | Charles de Freycinet        | Gauche républicaine |
|          | Ministre de la Marine et des Colonies              |       | Jules François Émile Krantz | SE                  |
|          | Ministre de l'Instruction publique, des Beaux-Arts |       | Édouard Lockroy             | Gauche radicale     |
|          | Ministre des Travaux publics                       |       | Pierre Deluns-Montaud       | Gauche républicaine |
|          | Ministre de l'Agriculture                          |       | Jules Viette                | Gauche radicale     |
|          | Ministre du Commerce et de l'Industrie             |       | Pierre Legrand              | Gauche républicaine |

### Nomination du 5 avril 1888
| Fonction | Fonction                                                                            | Image | Nom                | Parti politique |
| -------- | ----------------------------------------------------------------------------------- | ----- | ------------------ | --------------- |
|          | Sous-secrétaire d'État à la Marine et aux Colonies (spécialement pour les colonies) |       | Amédée de La Porte | Gauche radicale |

### Nomination du 19 mai 1888
| Fonction | Fonction                             | Image | Nom            | Parti politique |
| -------- | ------------------------------------ | ----- | -------------- | --------------- |
|          | Sous-secrétaire d'État à l'Intérieur |       | Léon Bourgeois | Gauche radicale |

### Remaniement du 5 février 1889
- Cessation des fonctions de Joannis Ferrouillat, Ministre de la Justice et des Cultes

### Remaniement du 6 février 1889
| Fonction | Fonction                             | Image | Nom                    | Parti politique                        |
| -------- | ------------------------------------ | ----- | ---------------------- | -------------------------------------- |
|          | Ministre de la Justice et des Cultes |       | Edmond Guyot-Dessaigne | Union des gauches (Union républicaine) |

## Bilan
Lors de son arrivée Charles Floquet indique qu'il a la volonté de faire une révision de la Constitution sans donner de dates. Ce projet n'est présenté qu'en octobre 1888 et la discussion ne commence qu'en février 1889, en même temps que des propositions de lois. Le projet de révision porte d'abord sur la méthode d'élaboration de la loi pour en raccourcir le temps d'élaboration. La Chambre des députés fait la loi et la vote définitivement, celle-ci serait renouvelée partiellement tous les deux ans par tiers pour permettre la poursuite des travaux parlementaires. Le Sénat n'aurait alors qu'un droit de contrôle et obtient le droit d'ajournement des lois jusqu'au prochain renouvellement partiel. La loi de finance doit être votée avant le 31 décembre et ne peut être retardée par le Sénat. Il serait aussi renouvelle par tiers tous les deux ans à la même période que la Chambre. Le Président perdrait le droit de dissolution et d'ajournement.
Le gouvernement aurait une durée légale de mandat reçu du président de la République, de deux ans selon la proposition initiale. Les ministres peuvent cependant démissionner. La Chambre peut renverser le gouvernement en envoyant une déclaration au président, il est ainsi rappelé l'article 28 de la loi du 24 avril 1791. Enfin, le conseil d'État est désigné par le Sénat et la Chambre pour préparer, discuter et rédiger les lois au niveau juridique et donne des avis sur plusieurs questions. La commission chargée de ces propositions accepte la révision le 9 février 1889 mais en raison de la loi constitutionnelle, elle ne peut donner un véritable avis sur les différentes propositions, laissant le Congrès décider.
Le général Boulanger entre à la Chambre des députés à l'occasion d'une élection partielle en juin. Les joutes oratoires à la tribune auront pour conclusion un duel entre le général et Floquet qui tourne en faveur du civil. Boulanger est blessé et humilié. Toutefois Boulanger, après avoir démissionné le 12 juillet, il est à nouveau élu triomphalement dans trois départements le 19 août. 
Le gouvernement entre juin et décembre 1888 est assez bloqué par la situation parlementaire. Il réussit cependant à faire passer la loi du 8 juin pour permettre au comptoir national d'escompte de Paris de faire une souscription de 1,2 million d'obligations sur la compagnie universelle du canal interocéanique de Panama mais seuls 800 000 francs sont obtenus. Le 13 décembre, la difficulté financière est rendue publique après une nouvelle demande de souscription tandis que le gouvernement propose de suspendre les payements pendant trois mois, qui est refusé par le Chambre et entérine la ruine de la société et de ses souscripteurs qui perdent tout.
Floquet propose alors de revenir aux scrutins d'arrondissement pour les prochaines législatives, soutenu par les opportunistes et par de nombreux conseils généraux, mais aussi sous la pression du président Sadi Carnot. À l'inverse, Goblet y est opposé et menace de démissionner. Ce retournement contre l'orthodoxie républicaine, choque les radicaux. Le 2 octobre, le gouvernement décrète que les étrangers doivent être en possession d'une carte d'identité.
Après la mort d'Auguste Hude, député de la Seine, Boulanger s'y présente et le gouvernement souhaite lui infliger une défaite qui terminerait son aventure. Le camp républicain décide finalement d'envoyer Édouard Jacques comme candidat unitaire mais celui-ci est largement battu dès le premier tour, ce qui marque profondément Floquet. Le soir même, Carnot réunit le conseil des ministres et reçoit la demande d'arrestations par certains républicains, voire d'élimination par Jules Viette, le conseil se termine quelques heures plus tard après que Boulanger soit rentré chez lui sans mouvement séditieux. Le 30 janvier, l'Union des gauches adopte un ordre du jour d'Eugène Spuller pour une confiance dans un cabinet qui soit stable et contre la révision, soit contre le gouvernement Floquet. Les républicains ont de nombreuses idées pour contrer les boulangistes, de la dissolution jusqu'à l'état de siège, en passant par un procès en Haute Cour et le retour de Constans à l'Intérieur.   
Le 28 janvier, le cabinet dépose du projet de loi pour le retour à l'arrondissement pour les élections de 1889, ainsi que celui de Goblet sur l'agitation factieuse. Il est aussi question de la dissolution pour les élections en avril mais elle est écartée lors d'une réunion avec les chefs de groupes républicains. Le Conseil du 29 est long, Carnot songe déjà à remplacer Floquet, peut-être par Méline mais il semble trop faible à la Chambre.
Le 31, Paul de Jouvencel interpelle le gouvernement avec une proposition de loi rendant aux tribunaux correctionnels les délits de presse. Floquet présente le projet de loi de retour à l'arrondissement, puis dit que le gouvernement a été atteint par le vote du dimanche. Clemenceau prend la parole pour dire que Paris a été trompé, il exonère Floquet de la responsabilité et accepte le retour de l'arrondissement mais se prononce contre toutes les lois d'exceptions. Floquet obtient la confiance de 300 voix contre 240 (dont des opportunistes comme Ferry ou Ribot qui souhaite remplacer le cabinet).
Il est d'abord pensé à un remaniement du gouvernement : Henri Brisson, Armand Fallières, Arthur Ranc et Sigismond Lacroix sont appelés en vain. Joannis Ferrouillat, ministre de la Justice, démissionne sans raisons claires et est remplacé par un député radical, Edmond Guyot-Dessaigne, choix étonnant car il a été procureur impérial. 
La loi rétablissant le scrutin uninominal pour l'élection des députés passe en commission le 2 février, sans urgence. Le 8 février, Carnot demande à Floquet de mettre en priorité la loi électorale, devant la révision qui ferait chuter le gouvernement. Le rapport de la commission arrive dès le lendemain : les républicains considèrent qu'il s'agit d'un retour doctrinal pour le contexte exceptionnel. Le projet électoral a la priorité par 297 contre 231 (les conservateurs, les 17 boulangistes, 36 radicaux et 10 députés du groupe ouvrier).
Finalement la déclaration de l'urgence demandée par le Conseil (sauf Goblet qui s'abstient) est votée par 283 contre 274. Jean Jaurès se prononce pour le scrutin de liste. Au départ, tous les amendements sont écartés dont celui qui interdit de se présenter à deux arrondissements en même temps. La loi est adoptée par 268 contre 222 avec 78 abstentions, dont 59 républicains dont Jaurès. Les contre viennent au trois quarts de la droite mais on note Camille Pelletan, Clemenceau et Alexandre Millerand. Le Sénat adopte la loi pour 222 contre 54 la loi.
Le 14 février, le débat sur la révision débute, on pense à un grand débat qui s'annonce. La motion de renvoi à huitaine est repoussée par les radicaux et les opportunistes, puis la demande de dissolution de Mackau. Gaston de Douville-Maillefeu qui est à « demi-fou » parle sans être cohérent mais avec des arguments sensés, personne ne prend au sérieux à ce moment, motion d'ajournement indéfini. Le gouvernement répond qu'il persiste dans la révision et la motion passe par 307 contre 218. Floquet, stupéfait se démet. Ce vote est une coalition de la droite et des opportunistes, rejoint par plusieurs boulangistes (13 pour la motion et 4 contre).

## Fin du gouvernement et passation des pouvoirs
Le 14 février 1889, lors de la discussion du projet de loi et des propositions de résolution tendant à la révision des lois constitutionnelles, après un ajournement à la huitaine proposé par Armand de Mackau repoussé par 375 voix contre 173 sur 548 votants, la proposition d'ajournement indéfinie proposée par Gaston de Douville-Maillefeu est acceptée par 307 voix contre 218 sur 525 votants. Les votes pour l'ajournement venant de la droite, des modérés et des boulangistes. Désavoué, Charles Floquet présente immédiatement la démission du Gouvernement à la Chambre et ensuite au président de la République, Sadi Carnot. Le jour-même, le président charge Jules Méline de former un gouvernement, mais ce dernier décline et recommande Floquet. Carnot joue alors un rôle de médiateur décisif dans la formation du gouvernement. 
Le 16 février 1889, des rumeurs courent que Charles de Freycinet forme un nouveau gouvernement mais celui-ci complique les négociations en souhaitant un gouvernement opportuniste.
À partir du 20 février 1889, Carnot tente une combinaison Tirard-Méline, mais les journaux se déchirent entre un gouvernement Tirard-Méline, un gouvernement de Freycinet ou un nouveau gouvernement Floquet.
Le 21 février 1889, le président appelle Léopold Faye, ministre de l'Instruction publique du gouvernement Tirard, à constituer un cabinet. Cependant, un gouvernement de Freycinet se confirme de plus en plus.
Le 22 février 1889, Sadi Carnot propose à Pierre Tirard la présidence du Conseil des ministres.
Le 23 février 1889, le second gouvernement Tirard est officialisé avec une concentration dominée par les opportunistes.